# Agusta A101
Der Agusta A101 (in der Anfangsphase als AZ.101G bezeichnet) war ein Entwicklungsprojekt für einen Transporthubschrauber des italienischen Unternehmens Agusta. Trotz einer Planungszeit von 13 Jahren und dem Erreichen der Serienreife wurde der A101 nie in Serie produziert.

## Geschichte
Bereits 1958 begann Agusta mit der Projektierung eines eigenen Transporthubschraubers. Bislang hatte die Firma hauptsächlich erfolgreiche US-amerikanische Hubschrauber in Lizenz gebaut und vertrieben. Während der frühen Projektierungsphase wurde der Hubschrauber als AZ.101G bezeichnet. Das „Z“ stand dabei für den Konstrukteur Filippo Zappata. Noch vor dem Erstflug wurde die Bezeichnung zu A.101G vereinfacht. Die in manchen Quellen behauptete Benennung A.101D kann durch zeitgenössische Quellen nicht bestätigt werden.
Da die Werkskapazitäten durch die laufenden Serienproduktionen bereits ausgeschöpft waren, wurde der erste Prototyp erst 1964 fertiggestellt. Nach weiteren Erweiterungen des ursprünglichen Prototyps und Anpassungen an den jeweils aktuellen Stand der Technik wurde das Modell im Herbst 1968 zur Erprobung eingesetzt. Aufgrund weiterer Verzögerungen erlangte die Maschine nach mehreren Modifikationen ihre Serienreife jedoch erst 1971. Zu dem Zeitpunkt war sie allerdings bereits technisch veraltet und hatte gegenüber damals aktuellen Konkurrenzprodukten keine Marktchancen. Daher stellte Agusta das Projekt ein.

## Technische Daten A101G
| Kenngröße                   | Daten |
| --------------------------- | --- |
| Typ                         | Transporthubschrauber |
| Triebwerk                   | drei Turbinen Bristol Siddeley Gnome H.1400 mit je 919 kW (1250 WPS) die Serienversion sollte leistungsgesteigerte H.1400 (oder General Electric T58) mit je 1030 kW (1400 WPS) erhalten |
| Höchstgeschwindigkeit       | 230 km/h |
| max. Schwebeflughöhe        | 3450 m |
| Reichweite                  | 400 km |
| Abmessungen                 | |
| Durchmesser des Hauptrotors | 20,40 m |
| Länge bei laufenden Rotoren | 20,15 m |
| Höhe                        | 6,56 m |